# 赫尔穆特·哈曼
赫尔穆特·哈曼（德語：Helmut Hamann，1912年8月31日—1941年6月22日），德国男子田径运动员。他曾代表德国参加1936年夏季奥林匹克运动会田径比赛，获得男子4×400米接力铜牌。